# Leo Franciosi
Leo Marino Franciosi (ur. 28 sierpnia 1932 w San Marino) – sanmaryński strzelec specjalizujący się w trapie, czterokrotny olimpijczyk: brał udział w igrzyskach w 1960, 1968, 1976 i 1980. Jest najstarszym reprezentantem San Marino na igrzyskach olimpijskich.

## Wyniki olimpijskie
IO 1960
- Trap: 24. miejsce, 176 punktów[2][3]

IO 1968
- Trap: 42. miejsce, 181 punktów[4][5]

IO 1976
- Trap: 21. miejsce, 175 punktów[6]

IO 1980
- Trap: 22. miejsce, 185 punktów[7][8]